# Frank Shamrock
Frank Shamrock (sinh Frank Alisio Juarez, III; ngày 8 tháng 12 năm 1972) là một võ sĩ võ hỗn hợp chuyên nghiệp người Mỹ đã nghỉ hưu. Shamrock là người đầu tiên tổ chức Giải vô địch hạng trung UFC (sau đổi tên thành Giải vô địch hạng nặng hạng nhẹ UFC) và đã nghỉ hưu với tư cách một nhà vô địch bất bại bốn lần. Shamrock được xếp hạng số 1 cho võ sĩ UFC pound for pound trên thế giới trong thời gian ông là Nhà vô địch hạng trung UFC. Shamrock đã giành được nhiều danh hiệu trong các tổ chức võ thuật khác, bao gồm cả danh hiệu King of Pancrase tạm thời, Giải vô địch hạng nặng WEC hạng nhẹ và Giải vô địch hạng trung Strikeforce.
Ông được đặt tên là "Chiến binh của thập kỷ" trong thập niên 1990 bởi Wrestling Observer, "Chiến binh liên lạc toàn diện tốt nhất" của tạp chí <i id="mwGg">Black Belt</i> (1998) và ba lần "Chiến binh của năm" của Tạp chí Full Contact Fighter. Shamrock là một đai đen thứ bảy trong chiến đấu áp dụng đòn khóa, được O-Sensei Philip S. Porter của Hiệp hội Võ thuật Hoa Kỳ trao tặng. Ông là em trai nuôi của Ken Shamrock.
Ngoài việc là một tác giả, doanh nhân, nhà từ thiện và nhà hoạt động xã hội, ông cũng là một nhà bình luận màu cho Showtime Networks, Bellator MMA, Glory Kickboxing và Combate America. Frank là người phát ngôn thương hiệu cho Strikeforce, VAS, UFC và K-1 MMA và đã tư vấn về tài sản trị giá hơn 4,5 tỷ đô la.
Sau khi nghỉ thi đấu MMA Shamrock đã nghỉ hưu ở Nam California gần nơi sinh của ông và đại gia đình.